# Moulin de Denneron
Le moulin de Denneron est un moulin en France situé à Saint-Saturnin-sur-Loire, dans le département de Maine-et-Loire en région Pays de la Loire.
Celui-ci fait l'objet d'une inscription au titre des monuments historiques depuis le 28 mars 1977.

## Localisation
Le moulin est situé dans le département français de Maine-et-Loire, sur la commune de Saint-Saturnin-sur-Loire.

## Historique
L'édifice est inscrit au titre des monuments historiques en 1977.